# Associazione Calcio ChievoVerona 2009-2010
Questa voce raccoglie le informazioni riguardanti l'Associazione Calcio ChievoVerona nelle competizioni ufficiali della stagione 2009-2010.

## Stagione
Di Carlo viene confermato sulla panchina dei clivensi dopo la salvezza ottenuta l'anno precedente.
Il campionato inizia male con due sconfitte nelle prime due partite. In seguito, il Chievo si riprende facendo 11 punti nelle cinque gare successive e si piazza al quinto posto. All'ottava e alla nona giornata tuttavia, si registra due sconfitte casalinghe consecutive contro il Bari e il Milan tutti e due per 1-2. Fino alla fine del girone d'andata, il Chievo disputa un buon campionato e si stabilisce al 13º posto con 9 punti di vantaggio sulla terzultima Catania. Alla prima di ritorno i clivensi vincono per la prima volta contro la Juventus per 1-0. Nelle seguenti partite purtroppo si registra un calo, infatti il Chievo fa solo due vittorie in 13 partite e ottiene 11 punti. Le due vittorie contro il Livorno e la Fiorentina (prima vittoria esterna in assoluto al Franchi) entrambe per 2-0 la fa conquistare la matematica salvezza a tre giornate dal termine. Il Chievo si piazza al 14º posto con 44 punti frutti di 12 vittorie, 8 pareggi e 18 sconfitte (peggior numero di partite perse da quando i clivensi disputano la Serie A). 
Alla fine del campionato, Di Carlo lascia la squadra per accasarsi alla Sampdoria.

## Divise e sponsor
Lo sponsor tecnico per la stagione 2009-2010 è Givova, mentre lo sponsor ufficiale è Mercur-Win.
La prima maglia è gialla con risvolti blu, La seconda maglia è bianca. La terza maglia è nera con risvolti bianchi.
| Casa | Trasferta | Terza divisa |

## Organigramma societario
Area direttiva
- Presidente: Luca Campedelli
- Vice Presidente: Fabio Ottolini
- Direttore Sportivo: Giovanni Sartori
- Team Manager: Marco Pacione

Area organizzativa
- Segretario Generale: Michele Sebastiani
- Responsabile Osservatori: Fausto Vinti
- Coordinatore Area Tecnica: Lorenzo Balestro
- Addetti Stampa: Tomelleri, Menegazzi

Area marketing
- Marketing: Enzo Zanin, Simone Fiorini

Area tecnica
- Allenatore: Domenico Di Carlo
- Vice Allenatore: Claudio Filippi
- Preparatore Atletico: Ugo Maranza
- Collaboratore Tecnico: Stefano Grani
- Responsabile Giovanili: Maurizio Costanzi
- Allenatori Primavera: Paolo Nicolato, Adami

Area sanitaria
- Medici Sociali: Francesco De Vita, Giuliano Corradini
- Fisioterapista: Antonio Agostini
- Massaggiatore: Alfonso Casano

## Rosa
| N. |                      | Ruolo | Calciatore                      |
| -- | -------------------- | ----- | ------------------------------- |
| 1  | Polonia (bandiera)   | P     | Michał Miśkiewicz               |
| 2  | Argentina (bandiera) | D     | Santiago Morero                 |
| 3  | Italia (bandiera)    | D     | Francesco Scardina              |
| 4  | Italia (bandiera)    | D     | Andrea Mantovani                |
| 5  | Italia (bandiera)    | D     | Davide Mandelli (vice capitano) |
| 6  | Italia (bandiera)    | C     | Giampiero Pinzi                 |
| 7  | Italia (bandiera)    | C     | Michele Marcolini               |
| 8  | Italia (bandiera)    | C     | Tommaso Bianchi                 |
| 9  | Italia (bandiera)    | C     | Simone Bentivoglio              |
| 10 | Brasile (bandiera)   | C     | Luciano                         |
| 11 | Uruguay (bandiera)   | A     | Pablo Granoche                  |
| 14 | Italia (bandiera)    | C     | Alessandro Sbaffo               |
| 15 | Italia (bandiera)    | C     | Manuel Iori                     |
| 16 | Italia (bandiera)    | C     | Luca Rigoni                     |

| N. |                     | Ruolo | Calciatore                   |
| -- | ------------------- | ----- | ---------------------------- |
| 17 | Slovenia (bandiera) | D     | Bojan Jokić                  |
| 18 | Italia (bandiera)   | P     | Lorenzo Squizzi              |
| 19 | Italia (bandiera)   | C     | Luca Ariatti                 |
| 20 | Italia (bandiera)   | D     | Gennaro Sardo                |
| 21 | Francia (bandiera)  | D     | Nicolas Frey                 |
| 22 | Italia (bandiera)   | A     | Elvis Abbruscato             |
| 23 | Albania (bandiera)  | A     | Erjon Bogdani                |
| 24 | Brasile (bandiera)  | C     | Lucas Finazzi                |
| 27 | Italia (bandiera)   | D     | Fabio Moro                   |
| 28 | Italia (bandiera)   | P     | Stefano Sorrentino           |
| 31 | Italia (bandiera)   | A     | Sergio Pellissier (capitano) |
| 33 | Colombia (bandiera) | D     | Mario Yepes                  |
| 83 | Brasile (bandiera)  | A     | Marcos Ariel De Paula        |
| 90 | Italia (bandiera)   | C     | Yonese Hanine                |

## Calciomercato

### Sessione estiva(dall'1/7/09 all'1/9/09)
| Acquisti | Acquisti                 | Acquisti      | Acquisti                                    |
| R.       | Nome                     | da            | Modalità                                    |
| -------- | ------------------------ | ------------- | ------------------------------------------- |
| D        | Angelo Antonazzo         | Frosinone     | riscatto compr. (0,6 milioni €)             |
| D        | Ivan Fatić               | Inter         | riscatto compr.                             |
| D        | César                    | Padova        | fine prestito                               |
| D        | Tommaso Chiecchi         | Lumezzane     | fine prestito                               |
| D        | Giovanni Marchese        | Salernitana   | fine prestito                               |
| D        | Andrea Mengoni           | Piacenza      | fine prestito                               |
| D        | Cesare Rickler           | Piacenza      | fine prestito                               |
| D        | Felice Piccolo           | Empoli        | prestito con diritto di riscatto            |
| C        | Emanuele D'Anna          | Pisa          | fine prestito                               |
| C        | Andrea De Falco          | Ancona        | fine prestito                               |
| C        | Domenico Di Cecco        | Avellino      | fine prestito                               |
| C        | Simone Grippo            | Piacenza      | fine prestito                               |
| C        | Luca Ariatti             | Lecce         | definitivo                                  |
| C        | Manuel Iori              | Cittadella    | comproprietà (0,6 milioni €)                |
| A        | Pablo Granoche           | Triestina     | rinnovo comproprietà                        |
| A        | Marcos De Paula          | Foggia        | fine prestito                               |
| A        | Mirco Gasparetto         | Pisa          | fine prestito                               |
| A        | Antimo Iunco             | Salernitana   | fine prestito                               |
| A        | Elvis Abbruscato         | Torino        | prestito con diritto di riscatto della metà |
| A        | Oliveira Gonçalves Dimas | Sambonifacese | definitivo                                  |

| Cessioni | Cessioni                 | Cessioni   | Cessioni                                    |
| R.       | Nome                     | a          | Modalità                                    |
| -------- | ------------------------ | ---------- | ------------------------------------------- |
| P        | Gabriele Aldegani        |            | svincolato                                  |
| D        | Ivan Fatić               | Genoa      | comproprietà (1 milioni €)                  |
| D        | Andrea Mengoni           | Pescara    | prestito con diritto di riscatto della metà |
| D        | César                    | Padova     | definitivo                                  |
| D        | Cesare Rickler           | Modena     | prestito                                    |
| D        | Angelo Antonazzo         | Empoli     | prestito con diritto di riscatto            |
| D        | Giovanni Marchese        | Catania    | prestito con diritto di riscatto            |
| D        | Tommaso Chiecchi         | Pro Patria | prestito                                    |
| C        | Giuseppe Colucci         |            | svincolato                                  |
| C        | Andrea Burato            | Verona     | prestito                                    |
| C        | Vincenzo Italiano        | Padova     | definitivo                                  |
| C        | Emanuele D'Anna          | Benevento  | definitivo                                  |
| C        | Domenico Di Cecco        | Lanciano   | comproprietà                                |
| C        | Andrea De Falco          | Ancona     | prestito                                    |
| C        | Simone Grippo            | Lumezzane  | prestito                                    |
| A        | Stephen Makinwa          | Lazio      | fine prestito                               |
| A        | Antonio Langella         | Udinese    | fine prestito                               |
| A        | Mauro Esposito           | Roma       | fine prestito                               |
| A        | Kerlon                   | Inter      | svincolato                                  |
| A        | Valerio Anastasi         | Pergocrema | prestito                                    |
| A        | Antimo Iunco             | Cittadella | prestito con diritto di riscatto della metà |
| A        | Oliveira Gonçalves Dimas | Monza      | prestito                                    |

### Sessione invernale(dall'1/1/10 all'1/2/10)
| Acquisti | Acquisti                    | Acquisti   | Acquisti                                    |
| R.       | Nome                        | da         | Modalità                                    |
| -------- | --------------------------- | ---------- | ------------------------------------------- |
| D        | Bojan Jokić                 | Sochaux    | prestito con diritto di riscatto            |
| C        | Tamayo Cesar Pinares        | Colo-Colo  | definitivo                                  |
| C        | Tommaso Bianchi             | Piacenza   | prestito con diritto di riscatto della metà |
| A        | Goncalves de Oliveira Dimas | Monza      | rientro prestito                            |
| A        | Valerio Anastasi            | Pergocrema | rientro prestito                            |
| A        | Roberto Cortese             | Nissa      | definitivo                                  |
| A        | Alessandro De Vena          | Napoli     | definitivo                                  |

| Cessioni | Cessioni                     | Cessioni      | Cessioni     |
| R.       | Nome                         | a             | Modalità     |
| -------- | ---------------------------- | ------------- | ------------ |
| D        | Marco Malagò                 | Siena         | prestito     |
| D        | Leonardo Moracci             | Alessandria   | comproprietà |
| D        | Ionut Florin Radu            | Palermo       | definitivo   |
| D        | Felice Piccolo               | CFR Cluj      | prestito     |
| A        | Mirco Gasparetto             | Padova        | prestito     |
| A        | Olandzombo Bahanguila Obissi | Siena         | prestito     |
| A        | Roberto Cortese              | Taranto       | prestito     |
| A        | Valerio Anastasi             | Villacidrese  | prestito     |
| A        | Goncalves de Oliveira Dimas  | Sambonifacese | prestito     |

## Risultati

### Serie A

#### Girone di andata
| Arbitro: | Gava (Conegliano) |

|              |           |  |
| Iaquinta 12’ | Marcatori |  |

| Arbitro: | Damato (Barletta) |

|                |           |                      |
| Pellissier 16’ | Marcatori | 41’ (rig.), 53’ Cruz |

| Arbitro: | Mazzoleni (Bergamo) |

|  |           |                          |
|  | Marcatori | 18’ Pinzi 29’ Pellissier |

| Arbitro: | Rocchi (Firenze) |

|                                               |           |                     |
| Marcolini 5’ (rig.) Bogdani 7’ Pellissier 76’ | Marcatori | 65’ (rig.) Floccari |

| Siena 23 settembre 2009, ore 20:45 CEST 5ª giornata | Siena                | 0 – 0 referto | Chievo | Stadio Artemio Franchi (9.213 spett.)\| Arbitro: \| N. Stefanini (Prato) \| |
| Arbitro:                                            | N. Stefanini (Prato) |               |        |                                                                             |

| Arbitro: | Ciampi (Roma) |

|                |           |                |
| Pellissier 76’ | Marcatori | 72’ Tiribocchi |

| Arbitro: | Peruzzo (Vicenza) |

|           |           |                    |
| Matri 38’ | Marcatori | 41’, 71’ Marcolini |

| Arbitro: | Candussio (Cervignano del Friuli) |

|             |           |                          |
| Bogdani 82’ | Marcatori | 3’ Almirón 65’ Ranocchia |

| Arbitro: | Bergonzi (Genova) |

|          |           |                  |
| Pinzi 7’ | Marcatori | 81’, 90+2’ Nesta |

| Arbitro: | Valeri (Roma) |

|                    |           |                             |
| Mascara 42’ (rig.) | Marcatori | 32’ Mantovani 70’ Marcolini |

| Arbitro: | Gervasoni (Mantova) |

|           |           |                  |
| Yepes 71’ | Marcatori | 27’ Floro Flores |

| Arbitro: | Pinzani (Empoli) |

|                            |           |  |
| Zaccardo 41’ Lanzafame 72’ | Marcatori |  |

| Arbitro: | C. Russo (Nola) |

|                          |           |               |
| M. Rossi 19’ Pazzini 65’ | Marcatori | 80’ Mantovani |

| Arbitro: | Mazzoleni (Bergamo) |

|                |           |  |
| Abbruscato 53’ | Marcatori |  |

| Arbitro: | Gava (Conegliano) |

|  |           |                               |
|  | Marcatori | 12’ L. Rigoni 67’ Bentivoglio |

| Arbitro: | Valeri (Roma) |

|                     |           |              |
| Pinzi 12’ Sardo 24’ | Marcatori | 5’ Montolivo |

| Arbitro: | Bergonzi (Genova) |

|                                   |           |  |
| Hamšík 7’ (rig.) Quagliarella 87’ | Marcatori |  |

| Arbitro: | Pierpaoli (Firenze) |

|  |           |               |
|  | Marcatori | 12’ Balotelli |

| Arbitro: | Mazzoleni (Bergamo) |

|             |           |  |
| De Rossi 1’ | Marcatori |  |

#### Girone di ritorno
| Arbitro: | Valeri (Roma) |

|           |           |  |
| Sardo 33’ | Marcatori |  |

| Arbitro: | Brighi (Cesena) |

|               |           |                |
| Stendardo 18’ | Marcatori | 77’ Pellissier |

| Arbitro: | Guida (Torre Annunziata) |

|                |           |             |
| Pellissier 49’ | Marcatori | 11’ Di Vaio |

| Arbitro: | Ciampi (Roma) |

|              |           |  |
| M. Rossi 63’ | Marcatori |  |

| Arbitro: | Tozzi (Ostia Lido) |

|  |           |               |
|  | Marcatori | 75’ Reginaldo |

| Arbitro: | Brighi (Cesena) |

|  |           |                |
|  | Marcatori | 44’ Pellissier |

| Arbitro: | Doveri (Roma) |

|                           |           |            |
| De Paula 34’ Granoche 78’ | Marcatori | 51’ Astori |

| Arbitro: | Pinzani (Empoli) |

|              |           |  |
| Castillo 20’ | Marcatori |  |

| Arbitro: | Morganti (Ascoli Piceno) |

|               |           |  |
| Seedorf 90+1’ | Marcatori |  |

| Arbitro: | Giannoccaro (Lecce) |

|                |           |                       |
| Pellissier 64’ | Marcatori | 74’ (rig.) Maxi López |

| Udine 24 marzo 2010, ore 20:45 CET 30ª giornata | Udinese             | 0 – 0 referto | Chievo | Stadio Friuli (14.950 spett.)\| Arbitro: \| Mazzoleni (Bergamo) \| |
| Arbitro:                                        | Mazzoleni (Bergamo) |               |        |                                                                    |

| Verona 28 marzo 2010, ore 15:00 CET 31ª giornata | Chievo        | 0 – 0 referto | Parma | Stadio Marcantonio Bentegodi (8.841 spett.)\| Arbitro: \| Doveri (Roma) \| |
| Arbitro:                                         | Doveri (Roma) |               |       |                                                                            |

| Arbitro: | Gava (Conegliano) |

|               |           |                        |
| Mantovani 76’ | Marcatori | 1’ Cassano 55’ Pazzini |

| Arbitro: | Gervasoni (Mantova) |

|                                     |           |              |
| Pastore 28’ Miccoli 39’ (rig.), 53’ | Marcatori | 18’ De Paula |

| Arbitro: | Rosetti (Torino) |

|                               |           |  |
| Pellissier 27’ Abbruscato 88’ | Marcatori |  |

| Arbitro: | Peruzzo (Schio) |

|  |           |                          |
|  | Marcatori | 54’ Pellissier 74’ Sardo |

| Arbitro: | De Marco (Chiavari) |

|              |           |                         |
| Granoche 75’ | Marcatori | 45+1’ Denis 86’ Lavezzi |

| Arbitro: | Banti (Livorno) |

|                                                             |           |                                                     |
| Mantovani 13’ (aut.) Cambiasso 34’ Milito 39’ Balotelli 52’ | Marcatori | 12’ (aut.) Thiago Motta 60’ Granoche 75’ Pellissier |

| Arbitro: | Tagliavento (Terni) |

|  |           |                            |
|  | Marcatori | 39’ Vučinić 45+1’ De Rossi |

### Coppa Italia

#### Turni preliminari
| Arbitro: | De Marco (Chiavari) |

|                                              |           |  |
| Bodgani 48’ Pellissier 82’ Bentivoglio 90+1’ | Marcatori |  |

| Arbitro: | Tommasi (Bassano del Grappa) |

|                              |           |  |
| Hanine 38’ Bentivoglio 90+3’ | Marcatori |  |

#### Fase finale
| Arbitro: | Trefoloni (Siena) |

|                           |           |                             |
| Mutu 35’, 77’ Babacar 75’ | Marcatori | 7’ Granoche 37’ Bentivoglio |

## Statistiche
Statistiche aggiornate al 16 maggio 2010

### Statistiche di squadra
| Competizione | Punti | In casa | In casa | In casa | In casa | In casa | In casa | In trasferta | In trasferta | In trasferta | In trasferta | In trasferta | In trasferta | Totale | Totale | Totale | Totale | Totale | Totale | DR |
| Competizione | Punti | G       | V       | N       | P       | Gf      | Gs      | G            | V            | N            | P            | Gf           | Gs           | G      | V      | N      | P      | Gf     | Gs     | DR |
| ------------ | ----- | ------- | ------- | ------- | ------- | ------- | ------- | ------------ | ------------ | ------------ | ------------ | ------------ | ------------ | ------ | ------ | ------ | ------ | ------ | ------ | -- |
| Serie A      | 44    | 19      | 6       | 5       | 8       | 20      | 21      | 19           | 6            | 3            | 10           | 17           | 21           | 38     | 12     | 8      | 18     | 37     | 42     | -5 |
| Coppa Italia |       | 2       | 2       | 0       | 0       | 5       | 0       | 1            | 0            | 0            | 1            | 2            | 3            | 3      | 2      | 0      | 1      | 7      | 3      | +4 |
| Totale       |       | 21      | 8       | 5       | 8       | 25      | 21      | 20           | 6            | 3            | 11           | 19           | 24           | 41     | 14     | 8      | 19     | 44     | 45     | -1 |

### Andamento in campionato
| Giornata  | 1  | 2  | 3  | 4  | 5 | 6 | 7 | 8  | 9  | 10 | 11 | 12 | 13 | 14 | 15 | 16 | 17 | 18 | 19 | 20 | 21 | 22 | 23 | 24 | 25 | 26 | 27 | 28 | 29 | 30 | 31 | 32 | 33 | 34 | 35 | 36 | 37 | 38 |
| --------- | -- | -- | -- | -- | - | - | - | -- | -- | -- | -- | -- | -- | -- | -- | -- | -- | -- | -- | -- | -- | -- | -- | -- | -- | -- | -- | -- | -- | -- | -- | -- | -- | -- | -- | -- | -- | -- |
| Luogo     | T  | C  | T  | C  | T | C | T | C  | C  | T  | C  | T  | T  | C  | T  | C  | T  | C  | T  | C  | T  | C  | T  | C  | T  | C  | T  | T  | C  | T  | C  | C  | T  | C  | T  | C  | T  | C  |
| Risultato | P  | P  | V  | V  | N | N | V | P  | P  | V  | N  | P  | P  | V  | V  | V  | P  | P  | P  | V  | N  | N  | P  | P  | V  | V  | P  | P  | N  | N  | N  | P  | P  | V  | V  | P  | P  | P  |
| Posizione | 20 | 18 | 12 | 10 | 8 | 8 | 6 | 10 | 11 | 10 | 12 | 12 | 13 | 13 | 11 | 8  | 12 | 13 | 13 | 12 | 13 | 13 | 13 | 13 | 12 | 11 | 11 | 13 | 13 | 13 | 13 | 14 | 14 | 13 | 11 | 12 | 13 | 16 |

Legenda:

Luogo: C = Casa; T = Trasferta. Risultato: V = Vittoria; N = Pareggio; P = Sconfitta.}

### Statistiche dei giocatori
| Giocatore      | Serie A  | Serie A | Serie A     | Serie A    | Coppa Italia | Coppa Italia | Coppa Italia | Coppa Italia | Totale   | Totale | Totale      | Totale     |
| Giocatore      | Presenze | Reti    | Ammonizioni | Espulsioni | Presenze     | Reti         | Ammonizioni  | Espulsioni   | Presenze | Reti   | Ammonizioni | Espulsioni |
| -------------- | -------- | ------- | ----------- | ---------- | ------------ | ------------ | ------------ | ------------ | -------- | ------ | ----------- | ---------- |
| E. Abbruscato  | 15       | 2       | 0           | 0          | 1            | 0            | 0            | 0            | 16       | 2      | 0           | 0          |
| L. Ariatti     | 31       | 0       | 4           | 0          | 2            | 0            | 1            | 0            | 33       | 0      | 5           | 0          |
| S. Bentivoglio | 35       | 1       | 2           | 0          | 3            | 3            | 0            | 0            | 38       | 4      | 2           | 0          |
| E. Bogdani     | 21       | 2       | 2           | 0          | 3            | 1            | 0            | 0            | 24       | 3      | 2           | 0          |
| M. De Paula    | 16       | 2       | 0           | 0          | 1            | 0            | 0            | 0            | 17       | 2      | 0           | 0          |
| N. Frey        | 24       | 0       | 4           | 0          | 2            | 0            | 2            | 0            | 26       | 0      | 6           | 0          |
| P. Granoche    | 30       | 3       | 1           | 0          | 3            | 0            | 1            | 0            | 33       | 3      | 2           | 0          |
| Y. Hanine      | 2        | 0       | 1           | 0          | 2            | 1            | 1            | 0            | 4        | 1      | 2           | 0          |
| M. Iori        | 15       | 0       | 5           | 0          | 2            | 0            | 0            | 0            | 17       | 0      | 5           | 0          |
| B. Jokic       | 9        | 0       | 0           | 0          | 0            | 0            | 0            | 0            | 9        | 0      | 0           | 0          |
| Luciano        | 34       | 0       | 8           | 1          | 2            | 0            | 1            | 0            | 36       | 0      | 9           | 1          |
| M. Malagò      | 2        | 0       | 0           | 0          | 1            | 0            | 0            | 1            | 3        | 0      | 0           | 1          |
| D. Mandelli    | 21       | 0       | 6           | 0          | 1            | 0            | 0            | 0            | 22       | 0      | 6           | 0          |
| A. Mantovani   | 36       | 3       | 6           | 0          | 2            | 0            | 0            | 0            | 38       | 3      | 6           | 0          |
| M. Marcolini   | 30       | 4       | 7           | 1          | 1            | 0            | 0            | 0            | 31       | 4      | 7           | 1          |
| M. Miskiewicz  | -        | -       | -           | -          | -            | -            | -            | -            | -        | -      | -           | -          |
| S. Morero      | 24       | 0       | 5           | 2          | 3            | 0            | 0            | 0            | 27       | 0      | 5           | 2          |
| S. Pellissier  | 35       | 11      | 4           | 0          | 1            | 1            | 0            | 0            | 36       | 12     | 4           | 0          |
| F. Piccolo     | -        | -       | -           | -          | -            | -            | -            | -            | -        | -      | -           | -          |
| G. Pinzi       | 32       | 3       | 15          | 0          | 3            | 0            | 1            | 0            | 35       | 3      | 16          | 0          |
| L. Rigoni      | 24       | 1       | 10          | 1          | 2            | 0            | 0            | 0            | 26       | 1      | 10          | 1          |
| G. Sardo       | 22       | 3       | 5           | 0          | 2            | 0            | 0            | 0            | 24       | 3      | 5           | 0          |
| A. Sbaffo      | 2        | 0       | 0           | 0          | 0            | 0            | 0            | 0            | 2        | 0      | 0           | 0          |
| F. Scardina    | 3        | 0       | 0           | 0          | 2            | 0            | 0            | 0            | 5        | 0      | 0           | 0          |
| S. Sorrentino  | 37       | -40     | 2           | 0          | 1            | 0            | 0            | 0            | 38       | -40    | 2           | 0          |
| L. Squizzi     | 1        | -2      | 0           | 0          | 2            | -3           | 0            | 0            | 3        | -5     | 0           | 0          |
| M. Yepes       | 31       | 1       | 11          | 0          | 1            | 0            | 0            | 0            | 32       | 1      | 11          | 0          |